# Camp d'extermini de Maly Trostenets

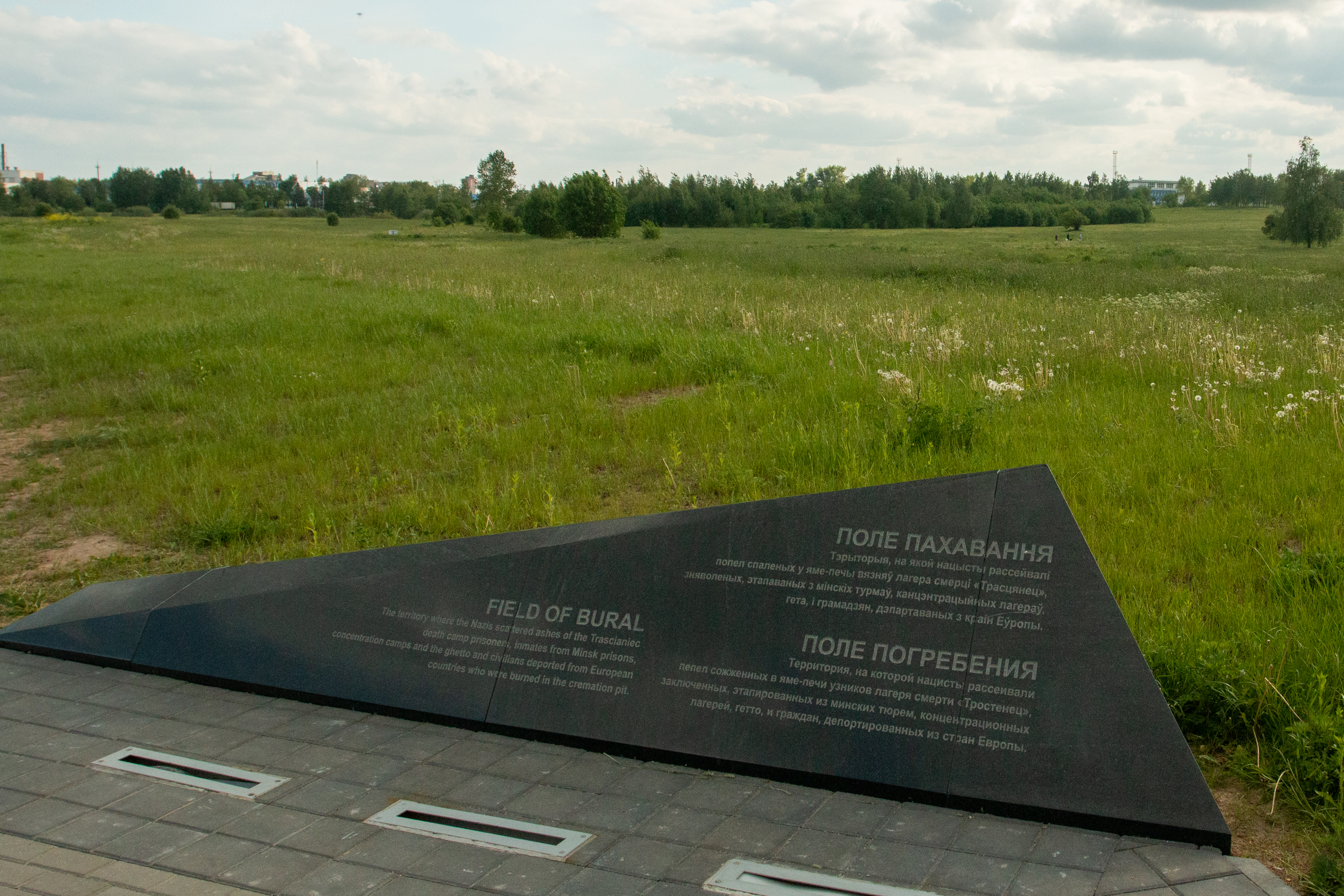
Camp d'enterrament on es van escampar les cendres dels presoners assassinats i incinerats

El camp d'extermini de Maly Trostenets (en alemany: Vernichtungslager Maly Trostinez) és un camp d'extermini nazi al poble de Maly Trostenets (belarús: Малы Трасцянец, "Petit Trostenets") prop de Minsk, a Belarús, antigament República Socialista Soviètica de Belarús. A la Segona Guerra Mundial, durant l'ocupació de la zona per part de l'Alemanya nazi (referida com a Reichskommissariat Ostland), els nazis hi van construir un camp d'extermini.
Durant tot l'any 1942, jueus d'Àustria, Alemanya, els Països Baixos, Polònia i el Protectorat de Bohèmia i Moràvia hi van ser portats en tren per ser alineats davant dels boxes i afusellats. A partir de l'estiu de 1942 també els alemanys van utilitzar furgonetes mòbils de gas. Segons Iad va-Xem, els jueus de Minsk van ser assassinats i enterrats a Maly Trostenets i en un altre poble, Bolxoi Trostenets, entre el 28 i el 31 de juliol de 1942 i el 21 d'octubre de 1943. Quan l'Exèrcit Roig s'acostava a la zona el juny de 1944, els alemanys van assassinar la majoria dels presoners i van destruir el camp.
L'estimació del nombre de persones que van ser assassinades a Maly Trostenets varia en funció de la font. Segons Iad va-Xem, 65.000 jueus van ser assassinats en un dels boscos de pins propers, la majoria per trets. L'historiador de l'Holocaust Stephan Lehnstaedt creu que la xifra és més alta, i va escriure que almenys 106.000 jueus hi van ser assassinats. Els investigadors de la Unió Soviètica van calcular que hi havia hagut uns 200.000 assassinats al campament i als llocs d'execució propers. Lehnstaedt escriu que les estimacions inclouen els jueus del gueto de Minsk, que comptaven entre 39.000 i gairebé 100.000 persones.

## Establiment i destrucció del camp

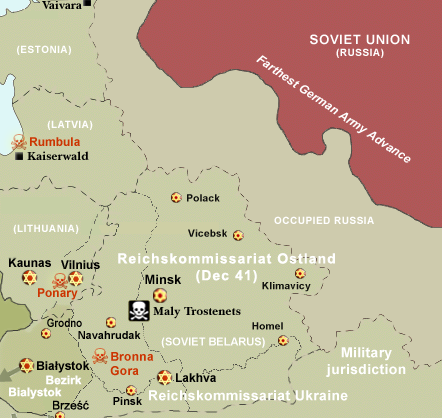
Maly Trostenets, Reichskommissariat Ostland. La ubicació del campament està marcada per la icona de calavera en blanc i negre.

L'objectiu principal del camp era l'assassinat de presoners jueus del gueto de Minsk i els seus voltants. L'esquadra d'afusellament era el principal mètode d'execució. També s'hi van desplegar furgonetes mòbils de gas. El SS- Scharführer germanobàltic Heinrich Eiche era l'administrador del camp. Quan l'Exèrcit Roig es va apropar al camp el juny de 1944, cap al final de la Segona Guerra Mundial, entre el 28 de juny i el 30 de juny, els alemanys van assassinar la majoria dels presoners que van tancar dins de les barraques que van incendiar, i quan algú intentava fugir de l'edifici en flames, l'afusellaven. El 30 de juny tot el camp era totalment destruït, però, uns quants presoners jueus van poder escapar al bosc de Blagovshchina i sobreviure fins al 3 de juliol, quan l'Exèrcit Roig va arribar al camp delmat.

## Després de la guerra

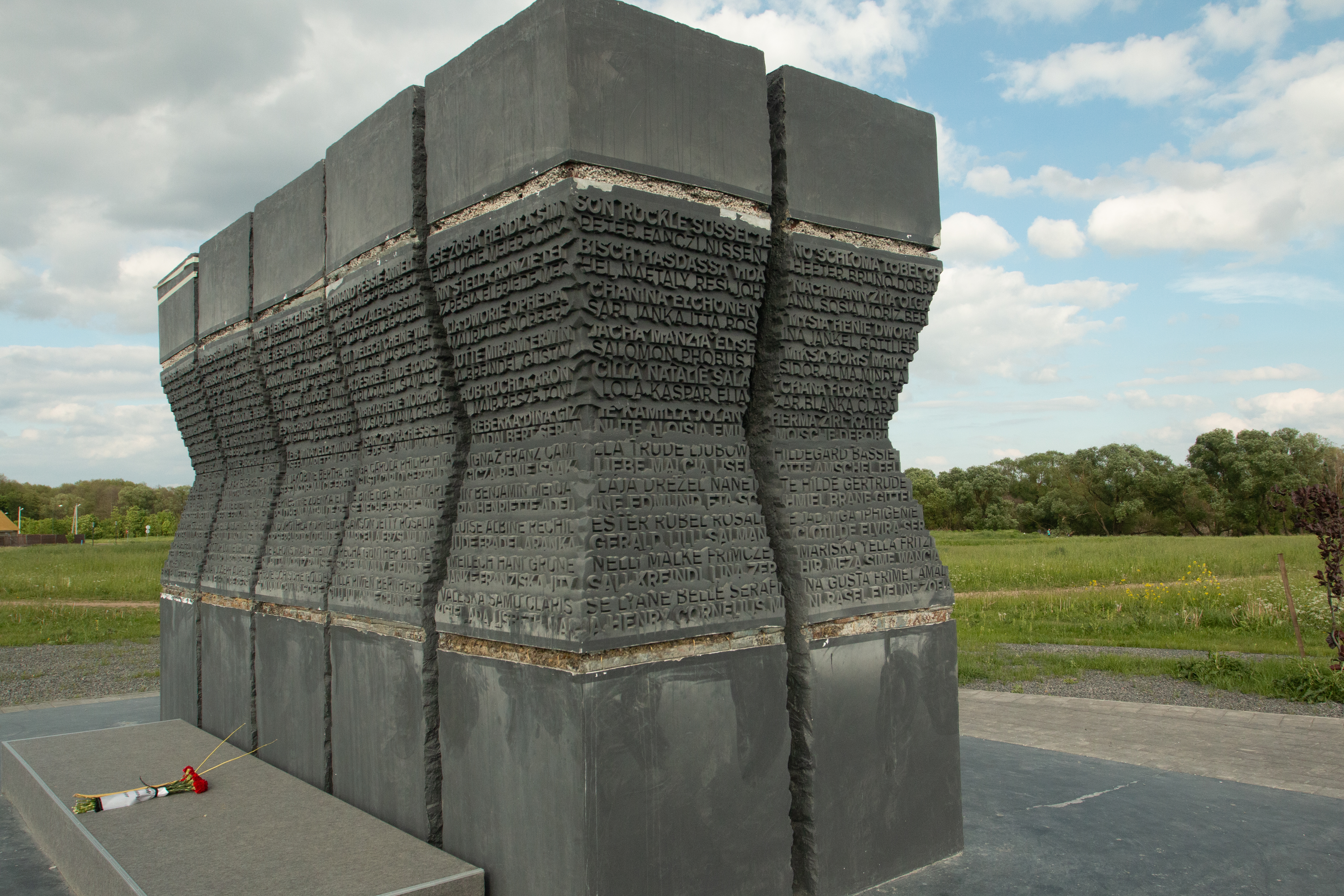
Memorial a les més de 10.000 víctimes jueves austríaques, inaugurat el 2019.

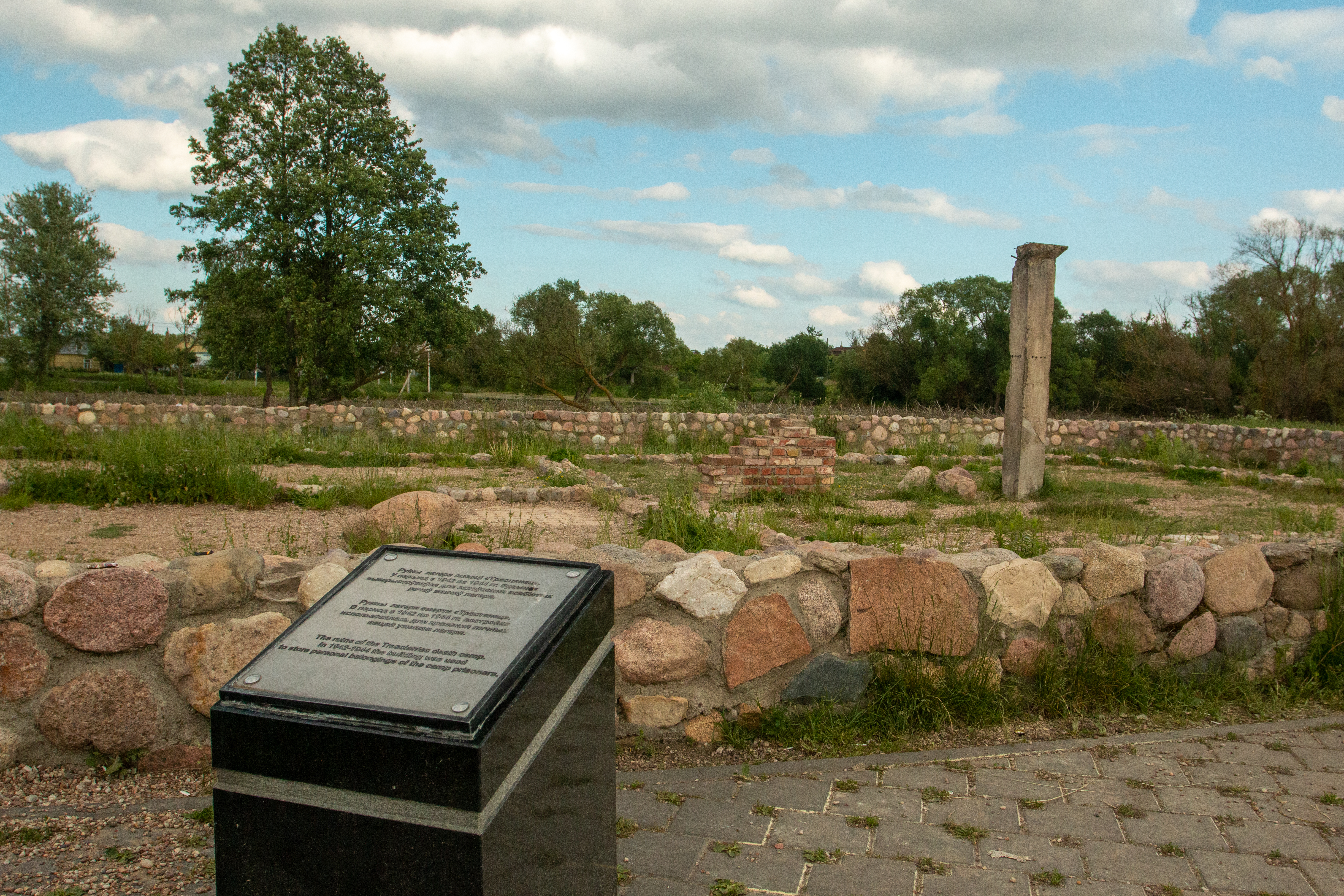
Ruïnes d'un edifici destinat als objectes personals dels presoners.

### Víctimes
Els noms de 10.000 jueus austríacs assassinats a Maly Trostenets es van recollir en un llibre, Maly Trostinec – Das Totenbuch: Den Toten ihre Namen, de Waltraud Barton.
- Cora Berliner (molt probablement)
- Grete Forst
- JUDr. Walter Krafft, advocat austríac, cosí de Kurt Adler, inclosa la seva dona Lilly Sara Krafft
- Mitzi Freud i Paula Winternitz (cognom de soltera, Freud), familiars de Sigmund Freud
- Arthur Ernst Rutra, autor i traductor
- Vincent Hadleŭski [Wincenty Godlewski], sacerdot catòlic romà i lluitador de la resistència nacionalista belarussa (n. 1888), arrestat a Minsk el 24 de desembre de 1942 i afusellat a Trostenets el mateix dia.
- Margarete Hilferding (en trànsit al camp des de Terezín)
- Norbert Jokl (debatut)

### Memorial
S'ha construït un complex commemoratiu al lloc del campament.

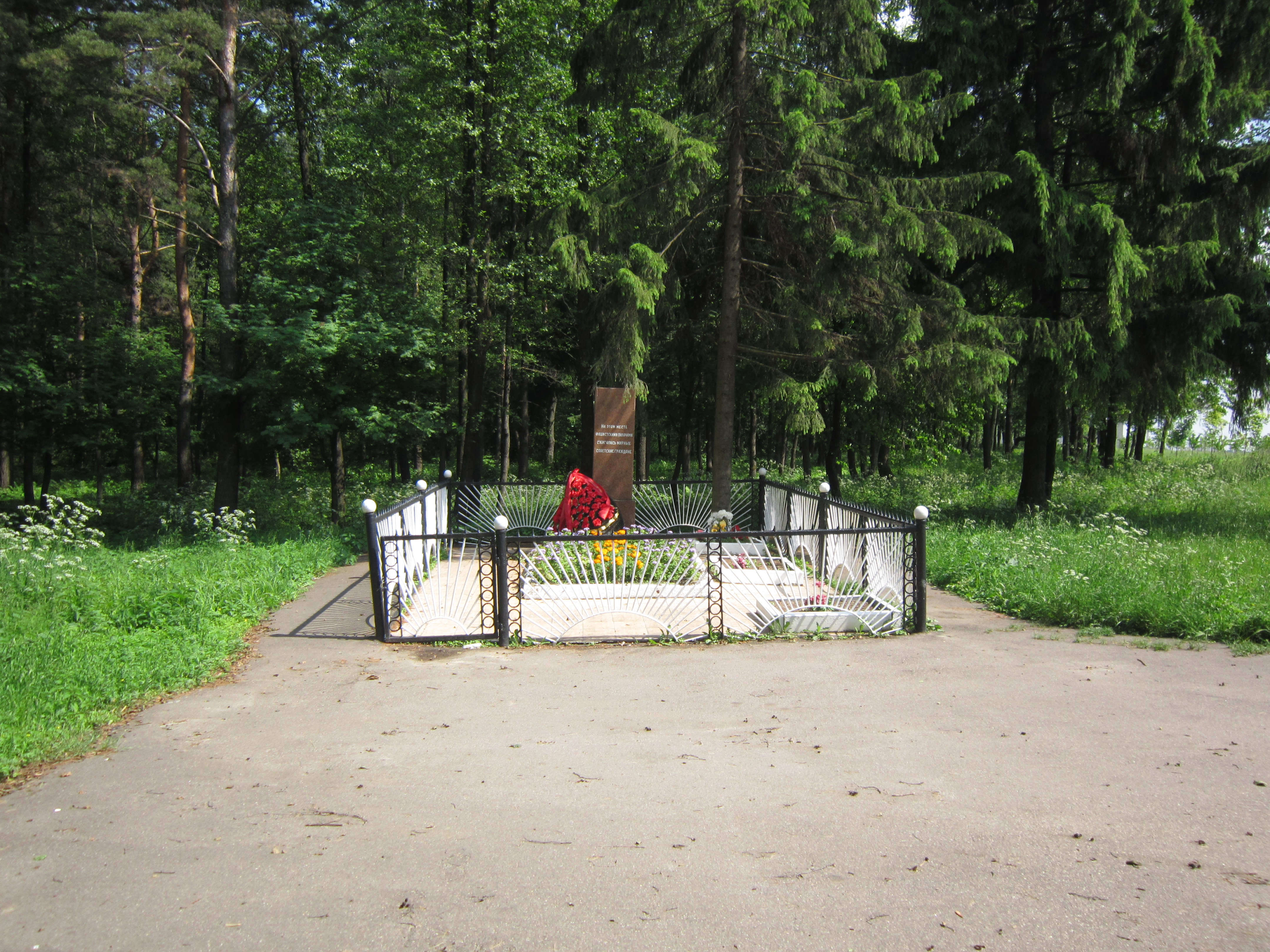
Cartell commemoratiu al lloc de les principals massacres
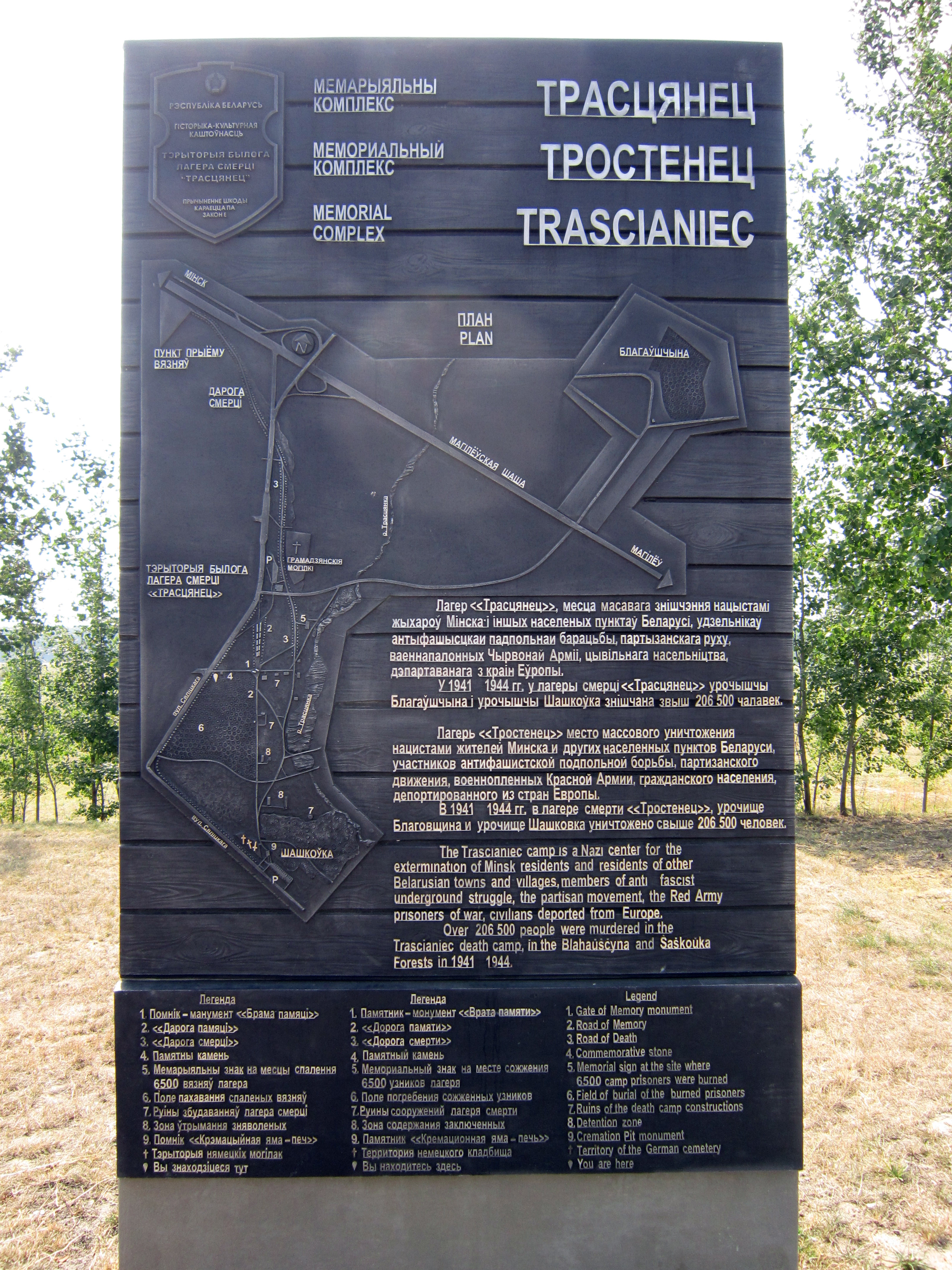
La placa prevista del complex memorial
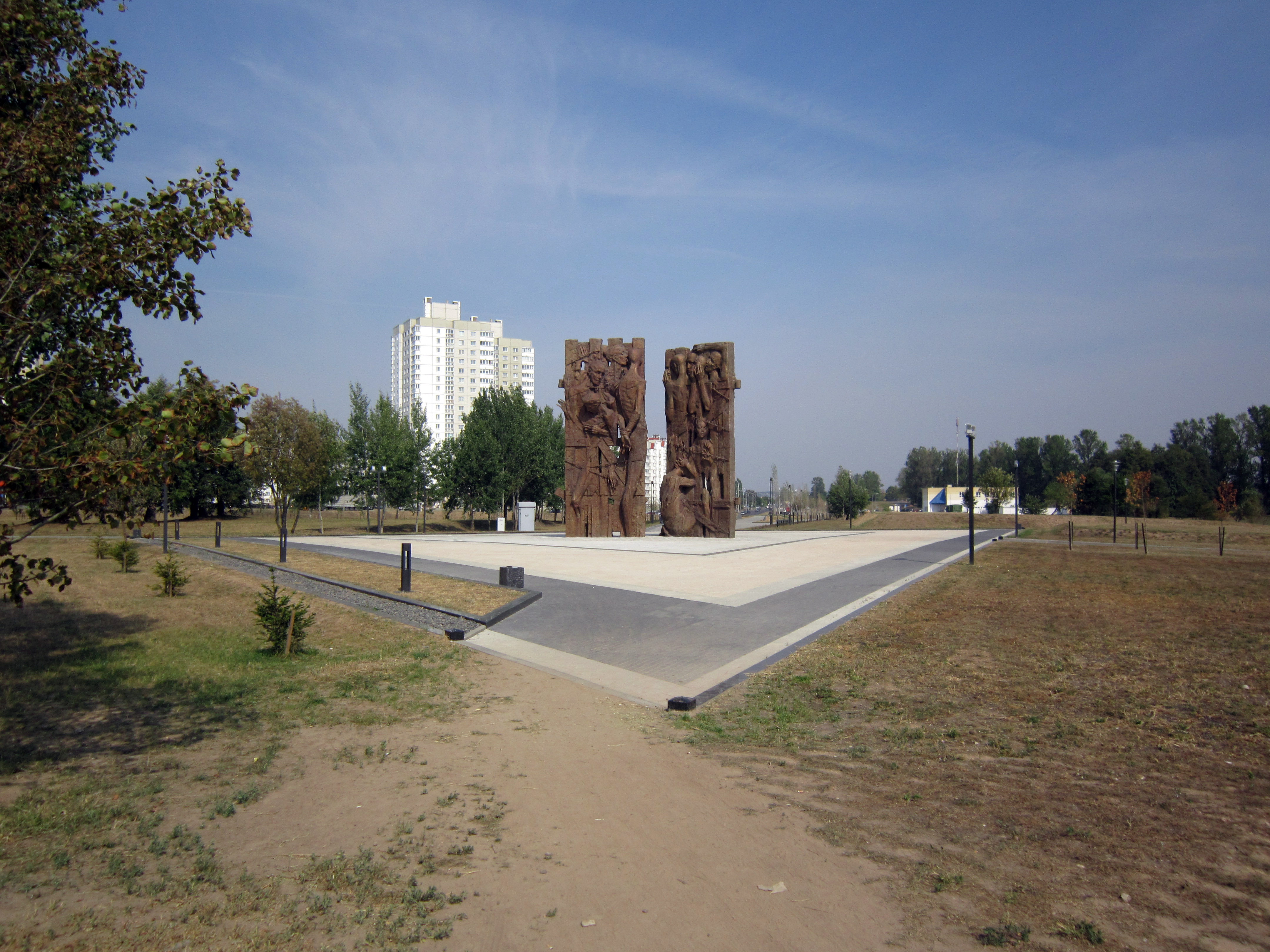
Complex commemoratiu, construït l'any 2015